# 薇若妮卡·格琳
薇若妮卡·格琳（英語：Veronica Guerin，1958年7月5日—1996年6月26日）是一位爱尔兰的女记者，主要进行犯罪相关的报道，后来为毒枭所杀害，其生平事迹被拍成电影《毒家新闻》。